# Forgács Judit
Forgács Judit (Budapest, 1959. május 25. –) világbajnoki bronzérmes magyar atléta

## Pályafutása
Karrierje során a TFSE-ben és a Tatabányai SC-ben szerepelt, a világversenyeken 400 méteres síkfutásban szerepelt. A moszkvai olimpián egyéniben kiesett a selejtezőben, a váltóval ötödik lett. Az 1981-es universiadén és az 1983-as budapesti fedett pályás Európa-bajnokságon egyaránt negyedik helyezést ért el. Az 1987-ben első magyarként szerzett érmet fedett pályás világbajnokságon, amikor Sabine Busch és Lillie Leatherwood mögött harmadikként ért célba 400 méteren.  1990-ben a fedett pályás Eb-n Glasgowban szintén bronzérmes lett. Az 1990-es szabadtéri Eb-n hetedik, az egy évvel későbbi vb-n nyolcadik lett váltóban. Karrierjét a barcelonai olimpia után zárta le.
Karrierje során összesen nyolc alkalommal lett országos bajnok 400-on (1977, 1982, 1983, 1986, 1989, 1990, 1991, 1992). 1987-ben felállított 52.29 másodperces fedettpályás magyar rekordját a mai napig nem tudták megdönteni.

## Egyéni legjobbjai
Szabadtéren
- 100 méter– 11.95 (Budapest 1983)
- 200 méter – 23.46 (Szofia 1983)
- 400 méter – 51.55 (Budapest 1983)

Fedettpályán
- 60 méter – 7.54 (Budapest 1984)
- 200 méter – 23.78 (Budapest 1987)
- 400 méter – 52.29 (Budapest 1987)